# Josip Cavar
Josip Cavar, född 3 oktober 1993 i Karlskoga, är en svensk handbollsmålvakt som spelar för danska TTH Holstebro.

## Karriär
Cavars modersklubb är Vetlanda HF. Han flyttade till Göteborg för att gå på handbollsgymnasium där, och började då spela för Redbergslids IK, redan som 16-åring.
På grund av att han även har ursprung från Bosnien och Hercegovina har han spelat för deras U-landslag, bland annat i U21-VM 2013. Han har även spelat två landskamper för Sveriges A-landslag, mot Japan 2019.

## Privat
Josip Cavar är sambo med svenska landslagsspelaren Melissa Petrén.